# Фастівці
Фастівці́ — село в Україні, у Бахмацькій міській громаді Ніжинського району Чернігівської області.

## Географія
Коло села бере початок р. Остер.

## Історія
Перша згадка про село датується 1424 роком в грамоті Чернігівського князя Свидригайла. У 1654 - 1781 роках село перебувало в складі Івангородської сотні Ніжинського полку.
У 1687 році село було віддане на ранг генеральній артилерії. Станом на 1866 рік у селі було 349 дворів, у яких проживало 2450 чоловік.
У 1743 році в селі була збудована мурована Успенська церква, яка була перебудована в 1863 році. Станом на 1897 рік у селі налічувалося 738 дворів, в яких проживало 5121 чоловік.
У 1869 році в селі була збудована земська школа , а в 1884 році відкрита земська жіноча школа. Протягом року в селі проходили три ярмарки.
У 1905 - 1907 роках в селі відбулися селянські заворушення. Але вони були придушені царськими військами, які були викликані місцевим поміщиком.
У 1917 році в селі було відкрито вище початкове училище.
У грудні 1917 року було встановлено першу радянську окупацію.
У 60 - 80 - х роках XX століття в селі були центральні садиби радгоспу „Пролетарський" і колгоспу імені І.В.Мічуріна. Село радіофіковане в 1955 році, а в 1970 році - електрифіковане.
12 червня 2020 року, відповідно до розпорядження Кабінету Міністрів України № 730-р «Про визначення адміністративних центрів та затвердження територій територіальних громад Чернігівської області», увійшло до складу Бахмацької міської громади.
19 липня 2020 року, в результаті адміністративно-територіальної реформи та ліквідації Бахмацького району, село увійшло до складу Ніжинського району Чернігівської області.

## Пам'ятки
- погруддя І.В.Мічуріна (1955)
- пам'ятний знак на братській могилі радянських воїнів, загиблих при обороні 1941 року і визволенні 1943 року (1963)
- обеліск у пам'ять про воїнів-односельців, які полягли (350 чоловік) під час війни (1965)
- мурована Успенська Церква. Мурована - це означає, що навколо церкви збудований кам"яний мур. Перша церква була збудована з використанням елементів і прийомів російської професійної архітектури. У середині XIX століття класицизм вичерпав свої можливості й провідним напрямком в церковній архітектурі став романтизм. Тому в 1863 році мурована Успенська церква була перебудована в стилі романтизму з використанням елементів російської архітектури. Це відбилося на архітектурі дзвіниці, яка була добудована.
- На околицях Фастівців є кургани епохи бронзи (2-1 тисячоліття до нашої ери) - „Могила Зубова", „Могила Гостра", „Пантюхова Могила".

## Соціальна сфера
На сьогоднішній час в селі є відділення Бахмацького ХПП «Фастовецьке», СТОВ «Агроком», сільський клуб, дільнична лікарня, Фастовецький заклад загальної середньоїосвіти(ззсо) 1-3 ст  , відділення зв'язку, АТС на 150 абонентів, магазини.

## Відомі люди
- Фостій Марія Йосипівна — депутат Верховної Ради УРСР 8-9-го скликань.
- Ярош Михайло Іванович — депутат Верховної Ради УРСР 4-го скликання.